# Моджевіна (Свентокшиське воєводство)
Моджевіна (пол. Modrzewina) — село в Польщі, у гміні Стомпоркув Конецького повіту Свентокшиського воєводства.
Населення — 51 особа (2011).
У 1975-1998 роках село належало до Келецького воєводства.

## Демографія
Демографічна структура на день 31 березня 2011 року:
|          | Загалом | Допрацездатний вік | Працездатний вік | Постпрацездатний вік |
| -------- | ------- | ------------------ | ---------------- | -------------------- |
| Чоловіки | 27      | 5                  | 20               | 2                    |
| Жінки    | 24      | 3                  | 11               | 10                   |
| Разом    | 51      | 8                  | 31               | 12                   |